# Akhtam Nazarov
Akhtam Nazarov (tiếng Tajik: Аҳтам Назаров; sinh ngày 29 tháng 9 năm 1992) là một cầu thủ bóng đá Tajikistan. Hiện tại anh thi đấu cho Istiklol. Anh là thành viên của Đội tuyển bóng đá quốc gia Tajikistan.

## Thống kê sự nghiệp

### Câu lạc bộ
Tính đến trận đấu diễn ra ngày 4 tháng 10 năm 2020
| Câu lạc bộ          | Mùa giải            | Giải vô địch                             | Giải vô địch | Giải vô địch | Cúp Quốc gia | Cúp Quốc gia | Châu lục | Châu lục  | Khác    | Khác      | Tổng    | Tổng      |
| Câu lạc bộ          | Mùa giải            | Hạng đấu                                 | Số trận      | Bàn thắng    | Số trận      | Bàn thắng    | Số trận  | Bàn thắng | Số trận | Bàn thắng | Số trận | Bàn thắng |
| ------------------- | ------------------- | ---------------------------------------- | ------------ | ------------ | ------------ | ------------ | -------- | --------- | ------- | --------- | ------- | --------- |
| Istiklol            | 2013                | Giải bóng đá vô địch quốc gia Tajikistan | 16           | 0            | 2            | 0            | –        | –         | –       | –         | 18      | 0         |
| Istiklol            | 2014                | Giải bóng đá vô địch quốc gia Tajikistan | 10           | 1            | 3            | 0            | –        | –         | 1       | 0         | 14      | 1         |
| Istiklol            | 2015                | Giải bóng đá vô địch quốc gia Tajikistan | 14           | 1            | 6            | 3            | 10       | 0         | 1       | 0         | 31      | 4         |
| Istiklol            | 2016                | Giải bóng đá vô địch quốc gia Tajikistan | 16           | 2            | 7            | 0            | 5        | 0         | 0       | 0         | 28      | 2         |
| Istiklol            | 2017                | Giải bóng đá vô địch quốc gia Tajikistan | 15           | 3            | 4            | 0            | 11       | 0         | 1       | 0         | 31      | 4         |
| Istiklol            | 2018                | Giải bóng đá vô địch quốc gia Tajikistan | 21           | 2            | 7            | 2            | 6        | 2         | 1       | 0         | 35      | 6         |
| Istiklol            | 2019                | Giải bóng đá vô địch quốc gia Tajikistan | 17           | 4            | 3            | 1            | 7        | 0         | 1       | 0         | 28      | 5         |
| Istiklol            | Tổng                | Tổng                                     | 109          | 13           | 32           | 6            | 39       | 3         | 5       | 0         | 185     | 22        |
| Bashundhara Kings   | 2019–20             | Giải bóng đá vô địch quốc gia Bangladesh | 6            | 1            | 0            | 0            | 0        | 0         | –       | –         | 6       | 1         |
| Istiklol            | 2020                | Giải bóng đá vô địch quốc gia Tajikistan | 9            | 0            | 2            | 0            | 0        | 0         | 0       | 0         | 11      | 0         |
| Tổng cộng sự nghiệp | Tổng cộng sự nghiệp | Tổng cộng sự nghiệp                      | 124          | 14           | 34           | 6            | 39       | 3         | 5       | 0         | 202     | 23        |

### Quốc tế
| Đội tuyển quốc gia Tajikistan | Đội tuyển quốc gia Tajikistan | Đội tuyển quốc gia Tajikistan |
| Năm                           | Số trận                       | Bàn thắng                     |
| ----------------------------- | ----------------------------- | ----------------------------- |
| 2011                          | 1                             | 0                             |
| 2012                          | 2                             | 0                             |
| 2013                          | 2                             | 0                             |
| 2014                          | 4                             | 0                             |
| 2015                          | 7                             | 2                             |
| 2016                          | 8                             | 1                             |
| 2017                          | 6                             | 0                             |
| 2018                          | 20                            | 2                             |
| 2020                          | 3                             | 0                             |
| 2021                          | 6                             | 0                             |
| 2022                          | 10                            | 0                             |
| 2023                          | 7                             | 0                             |
| Tổng                          | 76                            | 5                             |

Thống kê chính xác đến trận đấu diễn ra ngày 21 tháng 11 năm 2023

### Bàn thắng quốc tế
Tính đến trận đấu diễn ra ngày 27 tháng 3 năm 2018. Tỉ số Tajikistan liệt kê đầu tiên, cột tỉ số biểu thị tỉ số sau mỗi bàn thắng của Nazarov.
| # | Ngày                 | Địa điểm                                             | Số trận | Đối thủ     | Tỉ số | Kết quả | Giải đấu                 |
| - | -------------------- | ---------------------------------------------------- | ------- | ----------- | ----- | ------- | ------------------------ |
| 1 | 8 tháng 10 năm 2015  | Sân vận động Spartak, Bishkek, Kyrgyzstan            | 16      | Kyrgyzstan  | 2–1   | 2–2     | Vòng loại World Cup 2018 |
| 2 | 12 tháng 11 năm 2015 | Sân vận động Pamir, Dushanbe, Tajikistan             | 18      | Bangladesh  | 3–0   | 5–0     | Vòng loại World Cup 2018 |
| 3 | 7 tháng 6 năm 2016   | Sân vận động Quốc gia Bangabandhu, Dhaka, Bangladesh | 21      | Bangladesh  | 1–0   | 1–0     | Vòng loại Asian Cup 2019 |
| 4 | 27 tháng 3 năm 2018  | Sân vận động Rizal Memorial, Manila, Philippines     | 31      | Philippines | 1–0   | 1–2     | Vòng loại Asian Cup 2019 |
| 5 | 9 tháng 10 năm 2018  | Sân vận động Cox's Bazar, Cox's Bazar, Bangladesh    | 36      | Philippines | 2–0   | 2–0     | Cúp Bangabandhu 2018     |

## Danh hiệu

### Câu lạc bộ
Istiklol
- Giải bóng đá vô địch quốc gia Tajikistan (3): 2014, 2015, 2016[11]
- Cúp bóng đá Tajikistan (3): 2013, 2014, 2016[12]
- Siêu cúp bóng đá Tajikistan (3): 2014, 2018, 2018[13]